# Albà de Magúncia
|  | Per a altres significats, vegeu «Albà». |

Albà de Magúncia (Grècia o Albània, s.IV - Magúncia, Renània, 406) fou un bisbe a terres germàniques. Mort màrtir, és venerat com a sant per diverses confessions cristianes.

## Biografia
No se'n conserven fonts biogràfiques contemporànies. La seva biografia principalment prové del martirologi de Raban Maur, del segle viii, o bé de la Passió de Sant Albà, una hagiografia incomplerta escrita per Gozwin el segle XI.
El nom podria indicar que era d'origen albanès o grec. Segons aquesta font, Albà visqué en temps de l'emperador Teodosi I i fou enviat per Ambròs de Milà, amb els sacerdots Teonist i Ors, a evangelitzar la Gàl·lia. De camí, arribà a Magúncia, on conegué el bisbe Aureus. Poc després, els vàndals atacaren la ciutat i els mataren, tant al bisbe com a Albà i els seus acompanyants. La llegenda diu que foren decapitats mentre pregaven, i que Albà, prenent el seu cap entre les mans, anà caminant fins al lloc on volia ésser sebollit.
El seu culte s'associa al de Teonist, de qui es diu que era, en realitat, un bisbe de Filipos, però que es confongué amb Taumast que havia estat bisbe de Magúncia al segle v.

## Veneració
Albà és molt venerat al sud d'Alemnya i a la Suïssa germanòfona, on és celebrat el 21 de juny. De vegades s'ha confós amb el sant britànic Albà de Verulàmium. Carlemany erigí en honor seu, prop de Magúncia, l'abadia de Sankt-Alban, durant segles seu episcopal.